# Marco Jiménez Nahmad
Marco «Choby» Jiménez (Toluca, Estado de México, 4 de noviembre de 1987) es un futbolista mexicano. Jugabá como Contención, Volante o Extremo. actualmente se encuentra sin equipo, el último club donde jugó fue el Ballenas Galeana del Ascenso MX.

## Trayectoria
Perteneció a la Tercera División del Deportivo Toluca, para llegar a la Cantera del Club Universidad Nacional.
Marco Jiménez debutó como profesional en la Segunda división en el 2007 con Pumas Naucalpan. Aunque para la Liga MX su debut fue el 13 de febrero de 2013 en duelo de Copa MX entre Mérida FC Vs. Puebla FC.
Participó en Pumas Morelos, Mérida FC y Ballenas Galeana, entró en Inactividad en el 2014.
Tuvo una breve participación en Estados Unidos y actividad con la Comisión del Jugador.

## Clubes
| Club             | País   | Año         |
| ---------------- | ------ | ----------- |
| Pumas Naucalpan  | México | 2007        |
| Pumas Morelos    | México | 2008        |
| Pumas Naucalpan  | México | 2009        |
| Pumas Morelos    | México | 2009        |
| Pumas Naucalpan  | México | 2010        |
| Pumas Morelos    | México | 2010 - 2012 |
| Mérida FC        | México | 2013        |
| Ballenas Galeana | México | 2014        |